# Petr Nouza
Petr Nouza (* 9. September 1998 in Prag) ist ein tschechischer Tennisspieler.

## Karriere
Nouza spielte nur wenige Matches auf der ITF Junior Tour. Er erreichte in der Junior-Rangliste Platz 561. Bei den Profis spielte Nouza erstmals 2016, als er sich im Doppel in der Tennisweltrangliste platzieren konnte. 2017 stand er im Einzel und Doppel jeweils in den Top 800 und gewann zwei Titel im Doppel auf der ITF Future Tour. 2018 zog er im Einzel erstmals in ein Finale der Future Tour ein, während er zeitgleich im Doppel fünf weitere Titel gewann, die ihn bis auf Platz 346 der Welt führten. 2019 gewann er die Titel acht bis elf und konnte darüber hinaus in Sibiu, beim ersten Einsatz auf der ATP Challenger Tour im Doppel das Halbfinale erreichen. Seine Platzierung veränderte sich nur unwesentlich im Vergleich zum Vorjahr. Im Einzel stieg er im August auf Platz 536, sein Karrierehoch.
2021 gewann er den 13. Doppeltitel, 2022 folgten vier weitere. In der 2. Bundesliga spielte Nouza 2021 für den TC Blau-Weiss Berlin. Das Team stieg in die Regionalliga ab. 2022 schaffte er aber erstmals auch konstant Erfolge auf der Challenger Tour zu erzielen. Zweimal schied er im Halbfinale aus, in Bratislava verlor er an der Seite von Andrew Paulson sein erstes Challenger-Endspiel. Er schloss das Jahr auf Platz 252 ab und damit so hoch wie noch nie. Gleich das erste Turnier der Saison 2023 in Oeiras gewann Nouza mit Victor Vlad Cornea. Durch den Titel stieg er auf Platz 213 des Doppels.

## Erfolge
| Legende (Anzahl der Siege) |
| Grand Slam                 |
| ATP Finals                 |
| ATP Tour Masters 1000      |
| ATP Tour 500               |
| ATP Tour 250 (2)           |
| ATP Challenger Tour (12)   |

| ATP-Titel nach Belag |
| Hartplatz (0)        |
| Sand (2)             |
| Rasen (0)            |

### Doppel

#### Turniersiege

##### ATP Tour
| Nr. | Datum         | Turnier    | Belag | Partner     | Finalgegner                      | Ergebnis          |
| --- | ------------- | ---------- | ----- | ----------- | -------------------------------- | ----------------- |
| 1.  | 6. April 2025 | Marrakesch | Sand  | Patrik Rikl | Hugo Nys Édouard Roger-Vasselin  | 6:3, 6:4          |
| 2.  | 26. Juli 2025 | Kitzbühel  | Sand  | Patrik Rikl | Neil Oberleitner Joel Schwärzler | 1:6, 7:63, [10:5] |

##### Challenger Tour
| Nr. | Datum              | Turnier         | Belag         | Partner            | Finalgegner                             | Ergebnis         |
| --- | ------------------ | --------------- | ------------- | ------------------ | --------------------------------------- | ---------------- |
| 1.  | 7. Januar 2023     | Oeiras          | Hartplatz (i) | Victor Vlad Cornea | Jonathan Eysseric Pierre-Hugues Herbert | 6:3, 7:63        |
| 2.  | 6. Mai 2023        | Prag            | Sand          | Andrew Paulson     | Jiří Barnat Jan Hrazdil                 | 6:4, 6:3         |
| 3.  | 27. Mai 2023       | Skopje          | Sand          | Andrew Paulson     | N. Sriram Balaji Jeevan Nedunchezhiyan  | 7:65, 6:3        |
| 4.  | 24. Juni 2023      | Posen           | Sand          | Karol Drzewiecki   | Ariel Behar Adam Pavlásek               | 7:62, 7:62       |
| 5.  | 5. August 2023     | Liberec         | Sand          | Andrew Paulson     | Neil Oberleitner Tim Sandkaulen         | 6:3, 6:4         |
| 6.  | 26. August 2023    | Prag            | Sand          | Andrew Paulson     | Filip Bergevi Mick Veldheer             | 7:5, 6:3         |
| 7.  | 10. Februar 2024   | Nottingham      | Hartplatz (i) | Patrik Rikl        | Antoine Escoffier Joshua Paris          | 6:3, 7:63        |
| 8.  | 24. Februar 2024   | Teneriffa       | Hartplatz     | Patrik Rikl        | Sander Arends Sem Verbeek               | 6:4, 4:6, [11:9] |
| 9.  | 3. August 2024     | San Marino      | Sand          | Patrik Rikl        | Théo Arribagé Orlando Luz               | 1:6, 7:5, [10:6] |
| 10. | 7. September 2024  | Sevilla         | Sand          | Patrik Rikl        | George Goldhoff Fernando Romboli        | 6:3, 6:2         |
| 11. | 21. September 2024 | Bad Waltersdorf | Sand          | Patrik Rikl        | Guido Andreozzi N. Sriram Balaji        | 6:4, 4:6, [10:5] |
| 12. | 7. Juni 2025       | Prostějov       | Sand          | Patrik Rikl        | Lukáš Pokorný Dalibor Svrčina           | 4:6, 6:3, [10:4] |

#### Finalteilnahmen
| Nr. | Datum            | Turnier   | Belag         | Partner     | Finalgegner                   | Ergebnis |
| --- | ---------------- | --------- | ------------- | ----------- | ----------------------------- | -------- |
| 1.  | 20. Oktober 2024 | Stockholm | Hartplatz (i) | Patrik Rikl | Harri Heliövaara Henry Patten | 5:7, 3:6 |